# Gojevići
Gojevići su naseljeno mjesto u općini Fojnica, Federacija Bosne i Hercegovine, BiH.
Gojevićima je pripojeno ukinuto naselje Gojevičke Luke.

## Stanovništvo

### Popisi 1971. – 1991.
| Gojevići           |              |              |              |
| godina popisa      | 1991.        | 1981.        | 1971.        |
| Hrvati             | 586 (95,28%) | 518 (94,18%) | 459 (98,28%) |
| Srbi               | 9 (1,46%)    | 13 (2,36%)   | 2 (0,42%)    |
| Muslimani          | 6 (0,97%)    | 6 (1,09%)    | 0            |
| Jugoslaveni        | 0            | 4 (0,72%)    | 0            |
| ostali i nepoznato | 14 (2,27%)   | 9 (1,63%)    | 6 (1,28%)    |
| ukupno             | 615          | 550          | 467          |

### Popis 2013.
| Gojevići           |              |
| godina popisa      | 2013.        |
| Hrvati             | 489 (94,77%) |
| Bošnjaci           | 17 (3,29%)   |
| Srbi               | 2 (0,39%)    |
| ostali i nepoznato | 8 (1,55%)    |
| ukupno             | 516          |

## Gospodarstvo
U Gvožđanima (Gojevićima) je bio viganj. Dolaskom austro-ugarske vlasti vignjevi u Fojnici i njezinoj okolici najviše su izrađivali dugačke čavle za nove željeznice.

## Šport
- FK Jedinstvo Gojevići, bivši nogometni klub